# Mort cérébrale
 Mise en garde médicale
La mort cérébrale (appelée également coma dépassé ou coma de type IV) est définie comme l'état d'absence totale et définitive d'activité cérébrale chez un patient, y compris les fonctions involontaires nécessaires à la vie (les systèmes végétatifs contrôlant le rythme cardiaque ou la respiration).
Cela diffère d'un état végétatif permanent, où le patient est vivant et conserve ses fonctions autonomiques bien qu'incapable d'interagir avec son environnement.
La mort cérébrale est également distincte d'un coma « ordinaire » – qu'il soit médicalement induit ou causé par un traumatisme et/ou une maladie – où même s'il est très profond, conserve des traces d'activité cérébrale et de fonctions organiques.
L'absence apparente de fonctionnement cérébral ne saurait constituer le diagnostic à elle seule, la preuve devant être faite que cet état est irréversible. Elle est considérée par l'OMS comme le critère médico-légal du décès, par contraste avec un simple arrêt cardiorespiratoire. En effet, contrairement à ce dernier, un individu en état de mort cérébrale est considéré comme engagé dans un processus irréversible vers le décès définitif ; il n'est maintenu en vie que par les procédures de réanimation modernes. Cependant, les critères et définitions menant au diagnostic de mort cérébrale varient selon les pays. En effet, certaines parties du cerveau peuvent toujours fonctionner dans certains cas diagnostiqués en état de mort encéphalique (pour les raisons expliquées plus haut quant au caractère irréversible du processus) ; la destruction du tronc cérébral (où se situent les contrôles des fonctions autonomiques) est généralement essentielle au diagnostic. 
Ces définitions déterminent dans de nombreux pays les critères locaux de prélèvement d'organes.

## Historique
La mort fut traditionnellement définie par l'arrêt de toutes les fonctions organiques, en particulier de la respiration et de l'automatisme cardiaque. Depuis l'avènement des méthodes médicales de réanimation permettant de faire reprendre ces activités après leur suspension, ainsi que le maintien artificiel de la ventilation et de la circulation sanguine par l'appareillage médical et les drogues vasopressives, une définition plus précise devint nécessaire, avec l'émergence du concept de mort cérébrale au cours des dernières décennies. Selon les critères qu'elle représente, un individu peut être déclaré mort même si son cœur continue à battre grâce à des mesures artificielles de maintien des fonctions vitales. 
Le coma dépassé est décrit pour la première fois en 1959 à l’hôpital Claude-Bernard par l'infectiologue Pierre Mollaret et le neurologue Maurice Goulon. Les travaux sur l'ischémie et la traumatologie cérébrale de J.-J Pocidalo, Maurice Goulon, Maurice Rapin, Bernard Damoiseau et Jacques Lissac, conduisent à une nouvelle définition de la mort, la mort cérébrale, qui devient légale en France par la circulaire Jeanneney du 24 avril 1968.
Cet état de mort cérébrale est l'un des critères requis pour le prélèvement d'organes dans un but de transplantation. En France, le prélèvement d'organes à cœur arrêté est également autorisé depuis 2006.
En 2012, l'OMS propose la définition suivante de la mort : « La mort se produit lorsqu'il y a perte permanente de la capacité de conscience et perte de toutes les fonctions du tronc cérébral. Cela peut être la conséquence d'une cessation permanente de l'activité circulatoire ou d'une blessure catastrophique au cerveau. Dans le contexte de la détermination de la mort, "permanent" se réfère à une perte de fonction qui ne peut reprendre spontanément et ne peut être restaurée par intervention. »

## Définition
Les critères ont été définis dès 1968.
L'individu en mort cérébrale n'a aucune activité électrique cérébrale et ne montre aucune réactivité à l'examen neurologique (absence de réponse à la douleur, disparition des réflexes des nerfs crâniens – pupilles fixes par disparition du réflexe oculocéphalogyre, disparition du réflexe photomoteur pupillaire, du réflexe oculocardiaque, du réflexe cornéen, de la ventilation spontanée).
Il est important de faire la différence entre mort cérébrale et états susceptibles de l'imiter (intoxication alcoolique sévère, surdosage en sédatifs, hypothermie, hypoglycémie), les comas profonds, et l'état végétatif chronique. Certains patients dans le coma pourront en sortir sous condition d'un traitement approprié, et certains autres souffrant de lésions neurologiques irréversibles pourront tout de même maintenir une respiration spontanée, ce qui est possible lorsque les centres respiratoires restent intacts.
Dans la mort cérébrale, d'un point de vue histologique, le tissu cellulaire cérébral est nécrotique. Les causes de cette nécrose (ou mort cellulaire accidentelle) sont principalement l'œdème cérébral, l'hypertension intracrânienne, et l'arrêt de la vascularisation cérébrale. Bien que certains physiologistes aient proposé que la perte des fonctions néocorticales soit elle aussi intégrée à l'état de mort cérébrale, la définition requiert encore une destruction corticale et du tronc cérébral.
On parle parfois de mort encéphalique pour souligner la nécessité de l'arrêt d'activité dans le tronc cérébral, qui fait partie de l'encéphale mais pas du cerveau.

## Diagnostic
La détermination de la mort cérébrale a fait l'objet de publications de recommandation. Celles, chez l'adulte, de l'« American Academy of Neurology » datent de 2010.
Le diagnostic de mort cérébrale concerne 2 % des décès aux États-Unis.
Le diagnostic de mort cérébrale requiert une procédure rigoureuse et bien standardisée afin de s'assurer de l'irréversibilité et de l'étendue des lésions. Les critères légaux reposent généralement (quoique la définition puisse légèrement varier d'un État à l'autre) sur un examen neurologique aréactif dans toutes les sphères de l'activité cérébrale, ceci constaté par (au moins) deux médecins, et confirmée par  deux tracés plats d'EEG de 30 minutes réalisés à 4 heures d'intervalle ou une angiographie montrant l'absence de perfusion cérébrale. Le délai entre deux examens est sensiblement allongé chez l'enfant. Toutefois, il n'a pas été décrit de cas où le deuxième examen contredit le premier.
On doit, afin de s'assurer que les signes ne sont pas mimés par un état distinct de la mort cérébrale, pouvoir réaliser ces examens chez un patient dont la température corporelle est normale, et en dehors de la prise de psychotropes capables d'abolir temporairement l'activité corticale.

### Examen clinique
Il doit être fait après arrêt de toute sédation.
Le patient en état de mort cérébrale est aréactif à toute stimulation impliquant le système nerveux central (la présence d'un réflexe ostéotendineux signifie seulement l'intégrité du segment concerné de la moelle spinale). On doit s'assurer ainsi qu'une stimulation douloureuse ne conduit à aucune réponse, le patient n'étant pas sédaté.
Les pupilles sont souvent dilatées de manière bilatérale (en mydriase) mais cela peut dépendre de la prise de certains médicaments. Le réflexe cornéen doit être absent. 
Il ne doit pas exister de respiration spontanée : le patient étant sous ventilation artificielle, est débranché de sa machine pendant quelques minutes et mis sous oxygène à haut débit pour minimiser le risque d'hypoxie.

### Électroencéphalogramme
L'électroencéphalogramme (EEG) ne doit détecter aucune activité électrique cérébrale (EEG dit « plat »). Toutefois, il a été décrit quelques cas où le tracé plat accompagne un examen clinique non compatible avec une mort cérébrale. Cela est probablement due à une activité électrique trop microvoltée pour être détectable.
Au bout d’un certain temps (environ une minute chez l'homme), une onde électrique, appelée « onde de la mort », provoque un brusque et fugace regain d’activité. Cette onde EEG de très grande amplitude, qui a pour origine la dépolarisation anoxique des neurones, marque le vrai début des processus de mort cellulaire,.

### Arrêt de la circulation cérébrale
Lors de la mort cérébrale se développe un œdème avec une augmentation de la pression intracrânienne qui va excéder la pression circulatoire, résultant en l'arrêt de toute circulation cérébrale.
Cet arrêt circulatoire peut être prouvé par un doppler transcrânien mais la précision de cette technique dépend de l'opérateur. Le diagnostic peut être également fait par une angiographie cérébrale ou par un examen scintigraphique.

## Conséquences
La mort cérébrale entraîne une cessation définitive de toute activité électrique cérébrale, telle qu'enregistrée par un électroencéphalogramme. Cependant, un tracé plat peut être rencontré de façon temporaire dans certains états d'anesthésie profonde, ou au cours d'arrêts cardiorespiratoires temporaires. La mort cérébrale se singularise par le caractère irréversible de l'arrêt des activités électriques corticales (elle-même reflet de l'activité électrique des neurones).
Selon toute vraisemblance, l'arrêt de l'activité électrique du cerveau est synonyme d'abolition de la conscience. Ceux qui considèrent que le néocortex est le seul siège des phénomènes donnant naissance à la conscience avancent que la destruction de cette partie externe du cerveau devrait suffire à définir la mort cérébrale.
Dans la plupart des pays, le don d'organe dans l'optique de la transplantation est possible dans le cadre de la mort cérébrale (certains pays font cependant encore appel à la cessation de l'activité cardiaque pour définir la mort). Le prélèvement d'organe est habituellement possible lorsqu'il n'y a pas de désaccord du sujet (loi de bioéthique). En France, les activités de prélèvements (et de greffe) sont gérées par l'Agence de la biomédecine. Les proches du défunt sont appelés à témoigner de son éventuelle opposition, exprimée de son vivant. En cas de « non opposition », le sujet en état de mort cérébrale sera gardé sous ventilation mécanique jusqu'au prélèvement chirurgical de ses organes par une équipe spécialisée.
La mort cérébrale mène inéluctablement à la mort des autres organes lorsque les mesures de réanimation sont suspendues, entraînant l'arrêt respiratoire, puis l'arrêt cardiaque, et enfin la mort de tous les tissus et organes par défaut d'apport en oxygène et nutriments.

## Question du don d'organes
Aborder cette question en annonçant le décès à l'entourage et aux membres de la famille, affectés par une disparition souvent brutale, réclame avec la délicatesse nécessaire, de pouvoir assurer la fiabilité du diagnostic de mort cérébrale. Aux États-Unis, par exemple, la procédure établie en 1995 par les comités d'experts de l'American Academy of Neurology (en) oblige à une réévaluation clinique 6 heures après la première constatation de mort cérébrale.

### Bases de données et dictionnaires
- Ressources relatives à la santé :   - DiseasesDB
  - ICD-10 Version:2016
  - ICD9Data.com
  - Medical Subject Headings
  - NCI Thesaurus
  - Store medisinske leksikon
- Notices dans des dictionnaires ou encyclopédies généralistes :   - Britannica
  - Den Store Danske Encyklopædi
  - Nationalencyklopedin
- Notices d'autorité :   - LCCN
  - GND
  - Japon
  - Israël